# No Cav

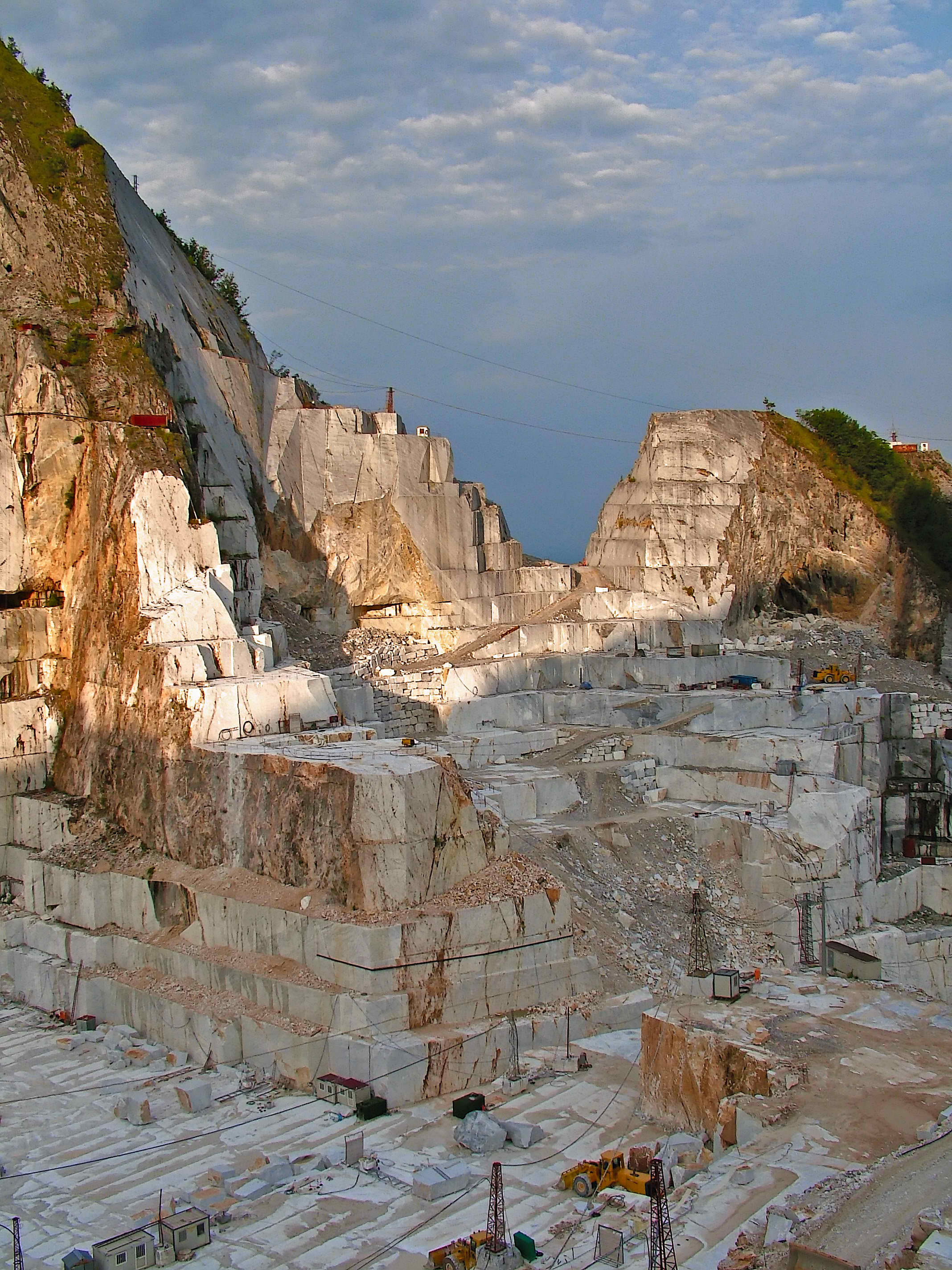
Cava di Gioia (Carrara) și modificarea ireversibilă aferentă formei vârfului

No Cav este un termen jurnalistic folosit pentru a indica o mare mișcare de protest italiană apărută la începutul secolului XXI  și formată din asociații și grupuri de cetățeni uniți prin criticile aduse carierelor de marmură Carrara din Alpii Apuani.

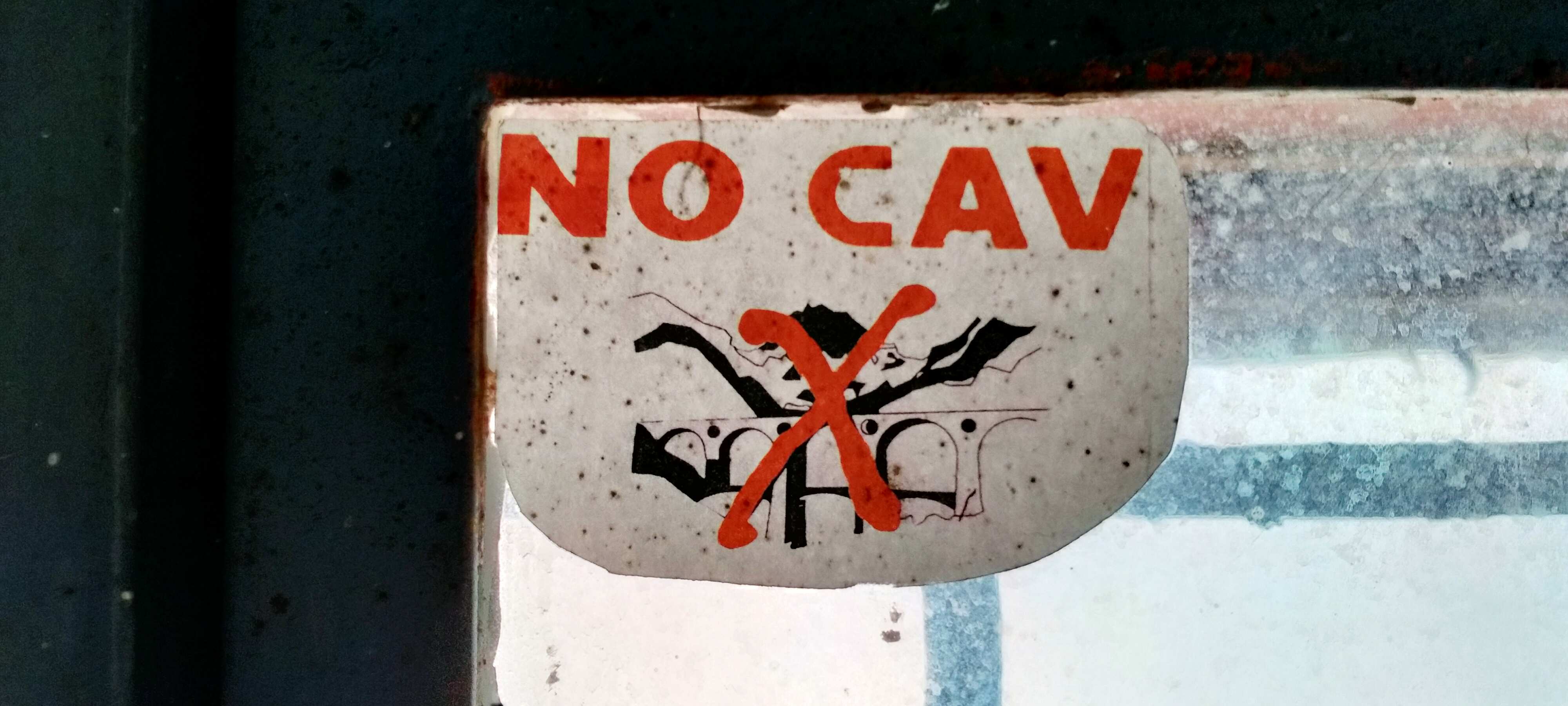
Fără autocolant Cav la bivuacul Aronte (Passo della Focolaccia, Alpii Apuani)

Termenul No Cav, prescurtare de la „No Cave” („Nu carierelor”, în italiană), a fost folosit pentru prima dată într-un articol al ziarului Il Tirreno în 2014 pentru a defini activiștii care au participat la o demonstrație a comitetului Salviamo le Apuane.
Simbolul No Cav constă dintr-o reprezentare stilizată alb-negru a viaductului Vara al Căii Ferate Private Carrara traversată de un X mare roșu, deasupra căruia cuvintele „NO CAV” de asemenea roșii, toate pe un fundal alb.
Acest banner, al cărui design grafic amintește de cel al mișcării No TAV, a apărut abia în 2020, în cadrul unui eveniment organizat de ecologistul Gianluca Briccolani, care în anul următor, împreună cu Claudio Grandi și alții, ar fi înființat asociația Apuane Libere.
Acest simbol și definiția „No Cav” nu sunt folosite sau acceptate de toate grupurile mișcării și mulți preferă să se definească cu termeni mai preciși.